# Armorhistel
L'association Armorhistel créée en 1992 (association armoricaine de recherches historiques sur les télécommunications) concourt à la conservation et à la mise en valeur de l’histoire des télécommunications. Elle est basée en Bretagne, région française qui a toujours été leader dans le domaine des télécommunications (centres de recherche, opérateurs, établissements industriels, sociétés de service, établissements d'enseignement...)
Constituée au départ de personnes d’origine France Télécom soucieuses de conserver la mémoire des métiers, techniques et services de leur entreprise, elle s’est depuis largement ouverte à toutes les personnes, entreprises, institutions et organismes poursuivant les mêmes buts. Armorhistel  compte parmi ses membres des personnes physiques et des personnes morales, dont l'Espace des sciences de Rennes, la Cité des télécoms de Pleumeur-Bodou, Orange, CentraleSupélec Rennes, l’École des transmissions et la ville de Cesson-Sévigné.
Elle est membre de la fédération nationale des associations de personnel de la Poste et d'Orange pour la recherche historique FNARH.

## Objectifs de l'association

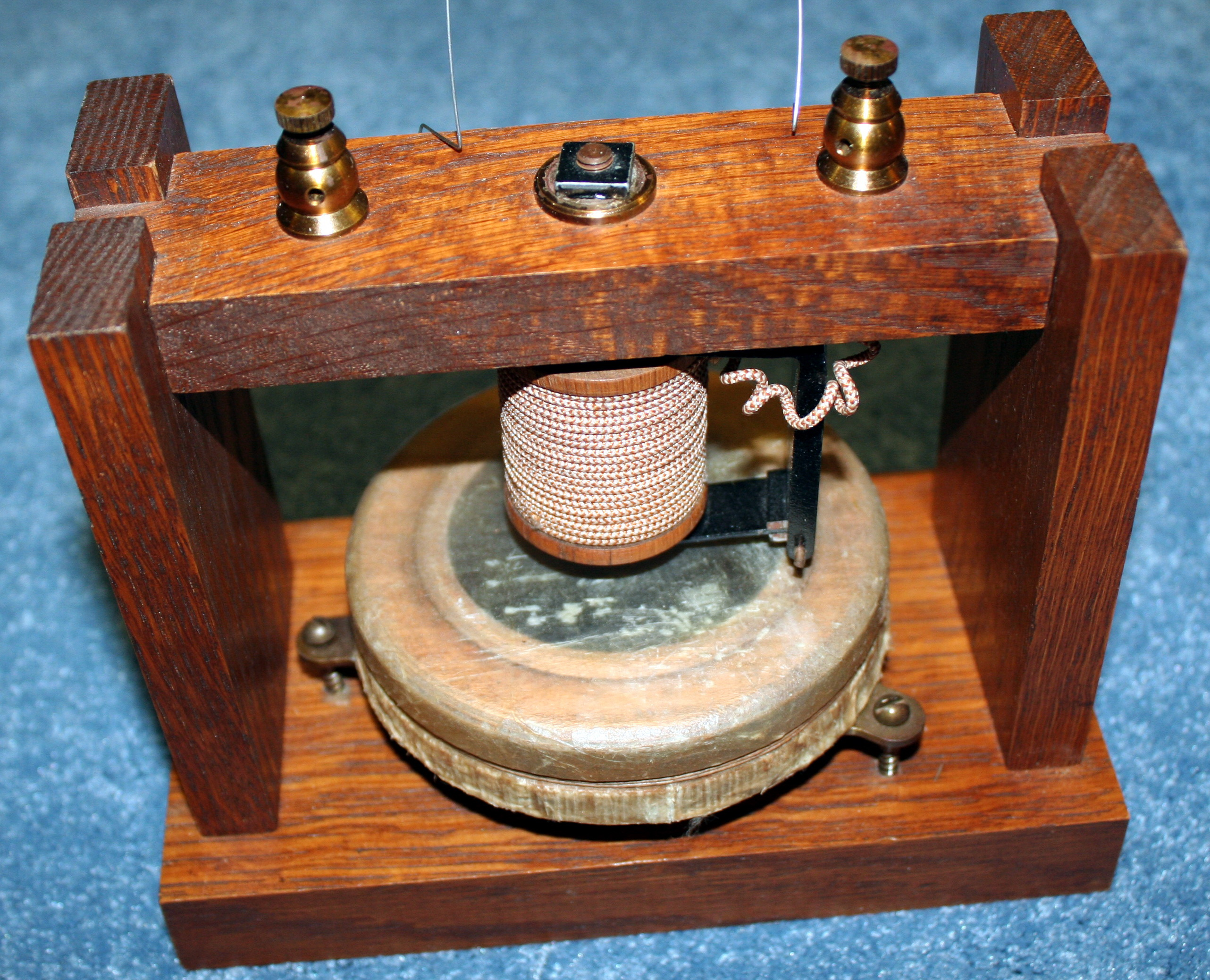
Transmetteur expérimental de Graham Bell (1875)

Loin d’être passéiste, l’association fait œuvre de pédagogie en participant en particulier vis-à-vis des scolaires et du grand public, à des actions de vulgarisation destinées à rendre plus accessibles les nouvelles techniques et les nouveaux services qui apparaissent régulièrement dans le secteur des télécommunications. Elle le fait notamment au travers de son implication dans l’espace Ferrié - musée des Transmissions, dont elle est partenaire et qui abrite ses archives et ses collections. Elle est membre du comité scientifique de ce musée pour lequel elle réalise périodiquement des expositions temporaires.
Du fait de la convergence croissante des technologies du début du XXIe siècle, le champ d'action s'étend sur plusieurs domaines, notamment les télécommunications proprement dites, l'audiovisuel, l'informatique, le multimédia. Les activités de l'association se concentrent sur 4 objectifs :
1. la recherche d'éléments historiques : équipements, documents, témoignages...
2. la conservation et la gestion du patrimoine historique,
3. la remise en état et le fonctionnement de certains matériels,
4. la réalisation d'expositions, de conférences, de publications, de documents audiovisuels.

## Activités de l'association
Voici un extrait des activités représentatives tournées vers le public : 
- (2011) manifestation relative au Minitel comportant une exposition grand public et des débats tenus dans l’amphithéâtre Hubert Curien des Champs libres de Rennes : Du minitel à Internet : 30 ans de services en ligne[3] ;
- (2013) exposition consacrée aux Évolutions du minitel[4] tenue au Château de la Briantais à Saint-Malo ;
- (2013) conférence Les Turbocodes ou l'Histoire d'un candide chez les experts[5], tenue au musée des Transmissions (espace Ferrié), donnée par Claude Berrou co-inventeur des turbocodes ;
- (2014) exposition temporaire Com'art[6] tenue au musée des Transmissions (espace Ferrié) : promenade à travers les domaines d'expression artistique que sont la peinture, le cinéma, la sculpture et le design, illustrant la façon dont les objets de communication ont inspiré les artistes ;
- (2015) conférence sur la fibre optique : La Fibre optique – Infrastructure de l’Internet global[7] tenue dans l'amphithéâtre de CentraleSupélec Rennes) ;
- (2016) conférence sur l'intelligence artificielle : Où va nous mener l'intelligence artificielle ?[8] (tenue à l'Espace des sciences de Rennes) ;
- diverses expositions et animations, au besoin avec d'autres associations comme ACHDR[9], durant le Festival des sciences organisé à Rennes Métropole au titre de la Fête de la science ;
- contributions à Wikipédia dans le domaine des télécommunications.